# اوکسیرینخوس
اوکسیرینخوس (به عربی: أوکسیرینخوس) یک شهر باستانی و محوطه باستانی در مصر است که در استان منیا واقع شده‌است.

## نگارخانه

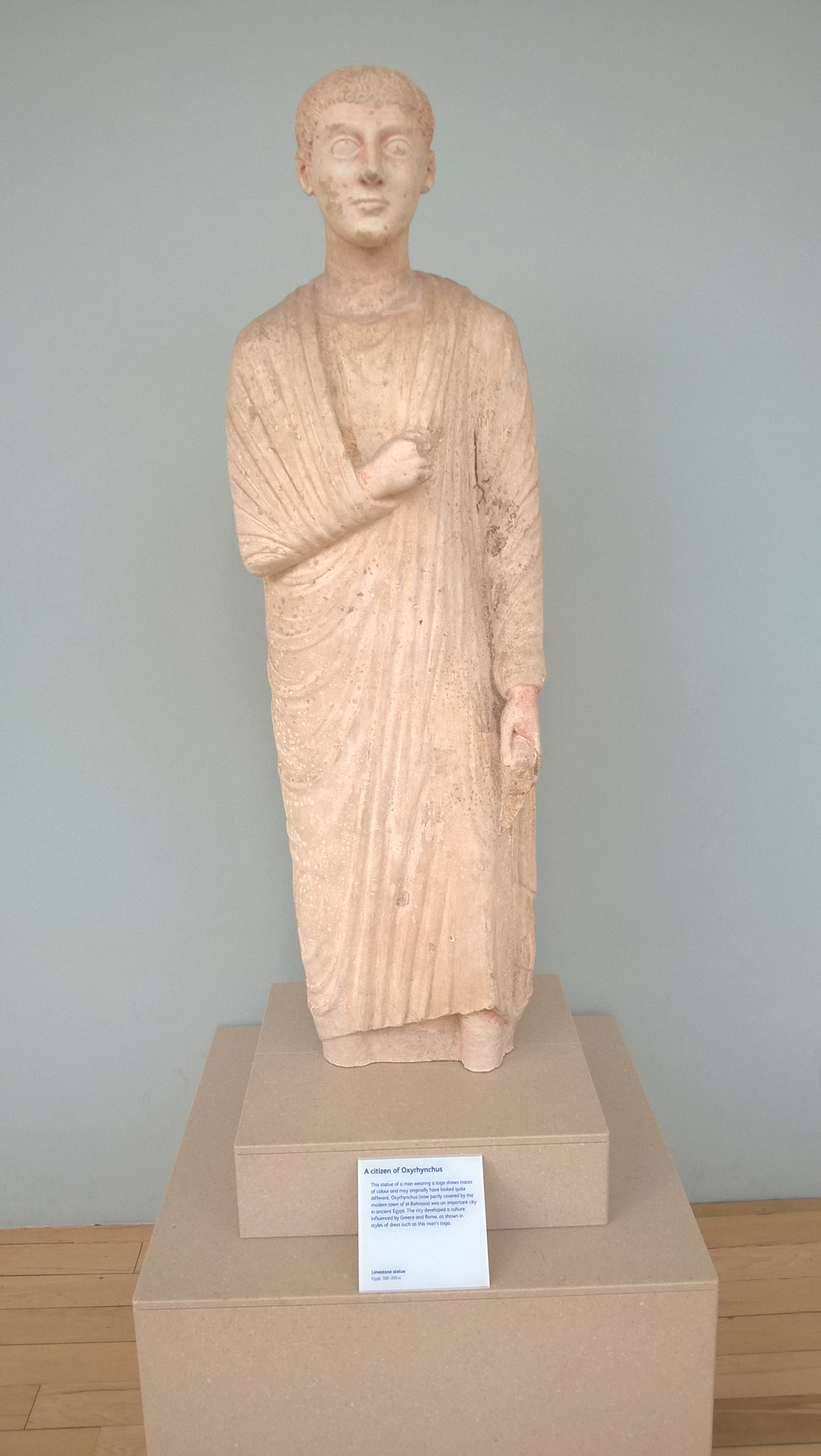
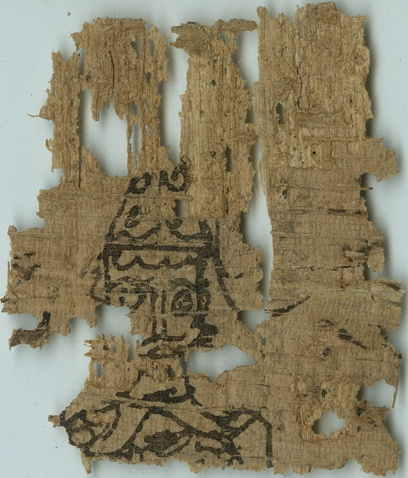
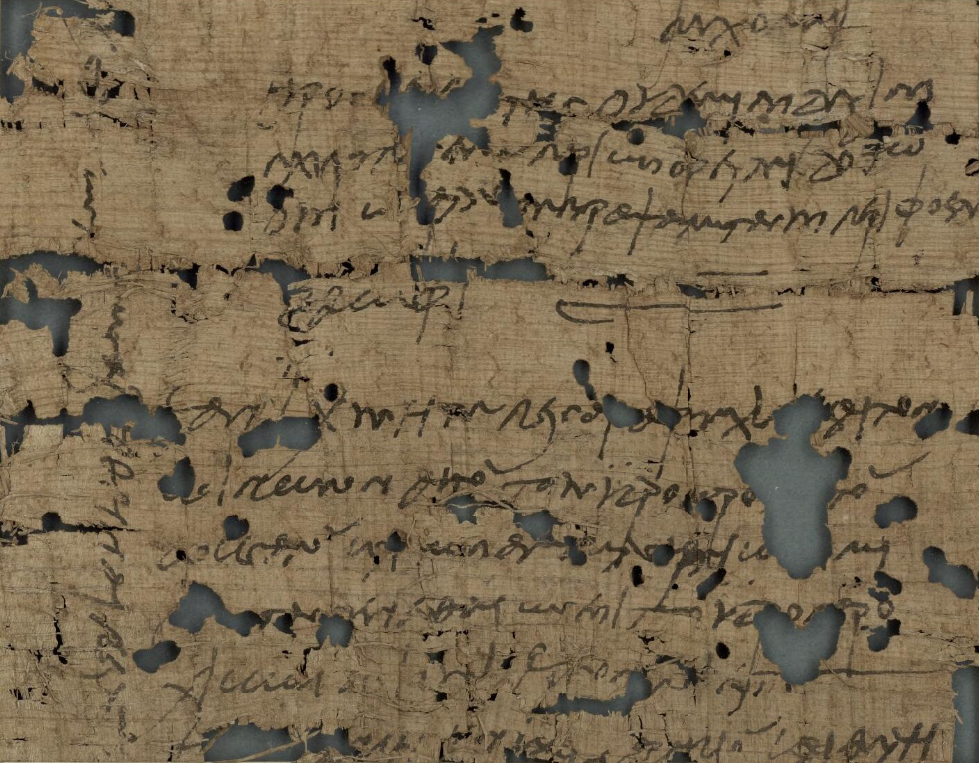
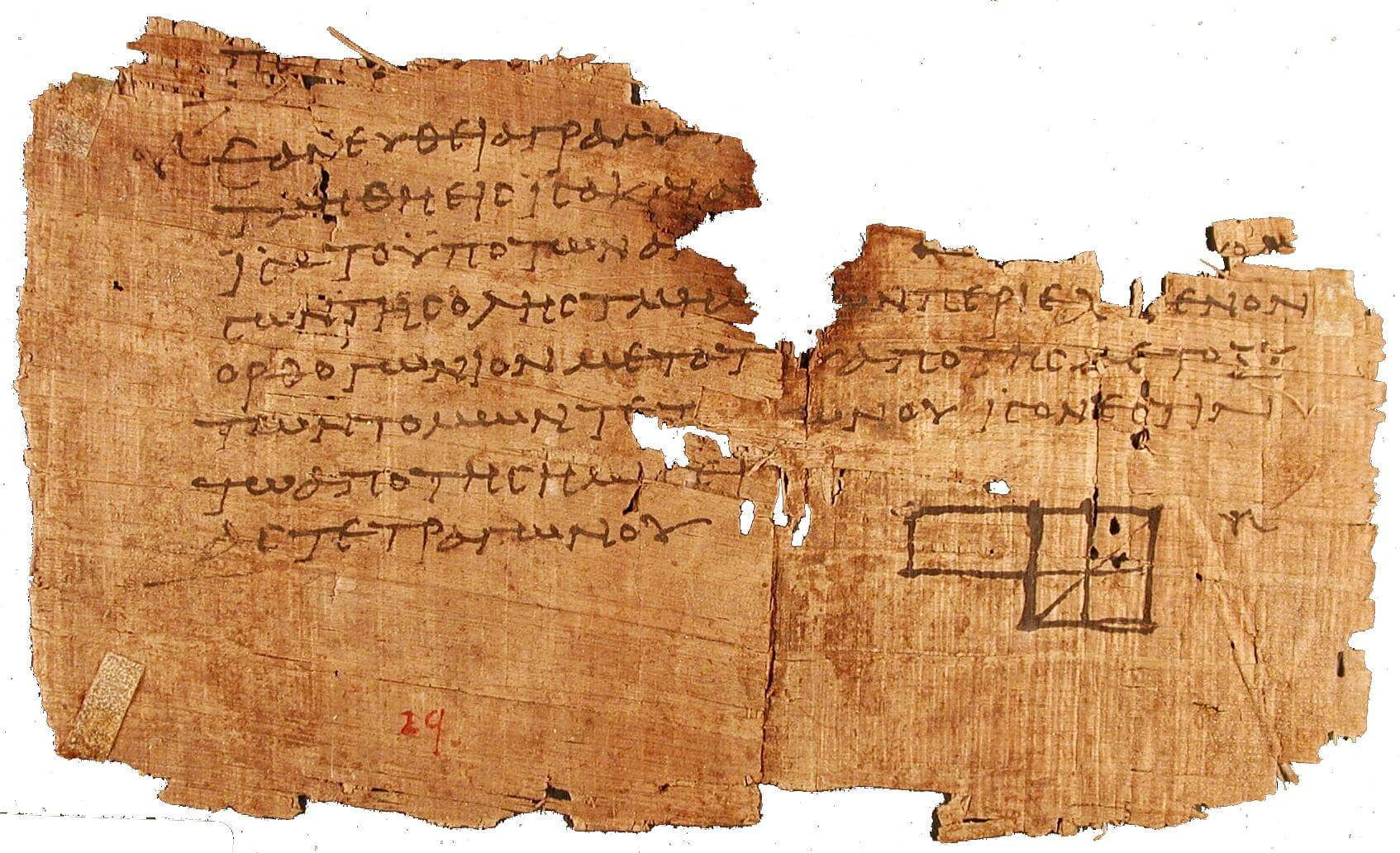
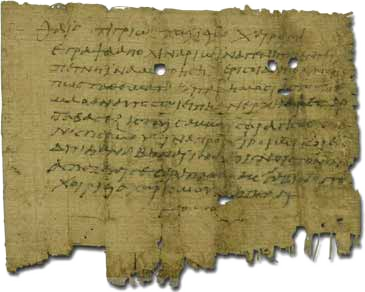
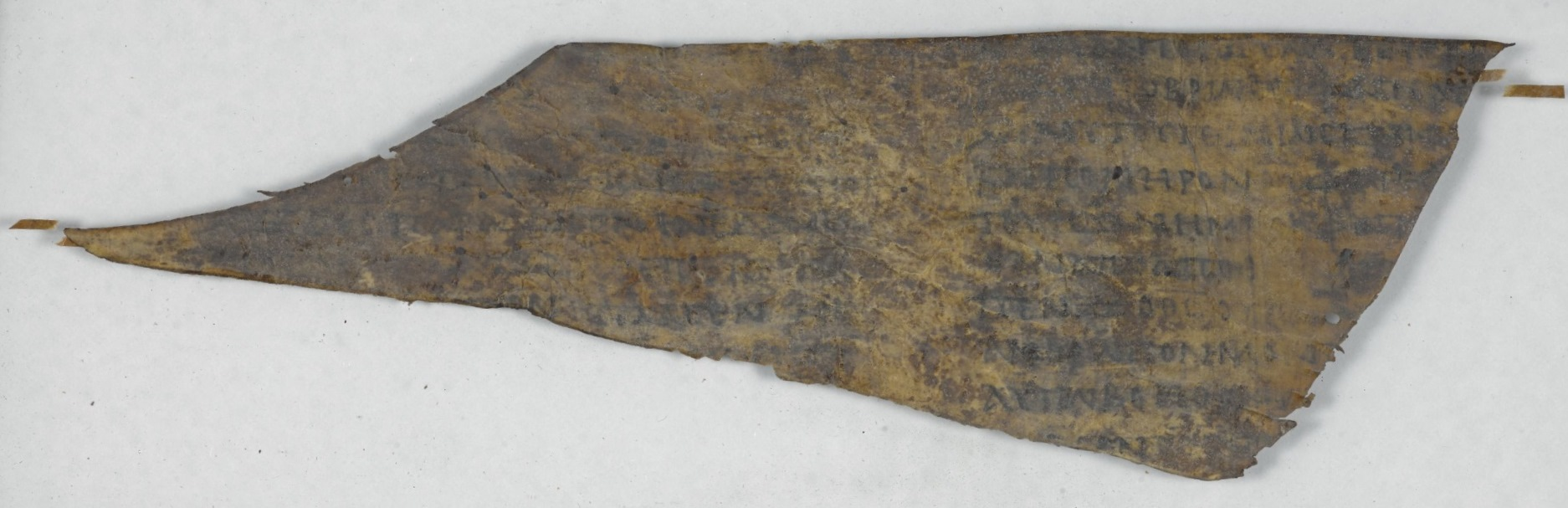
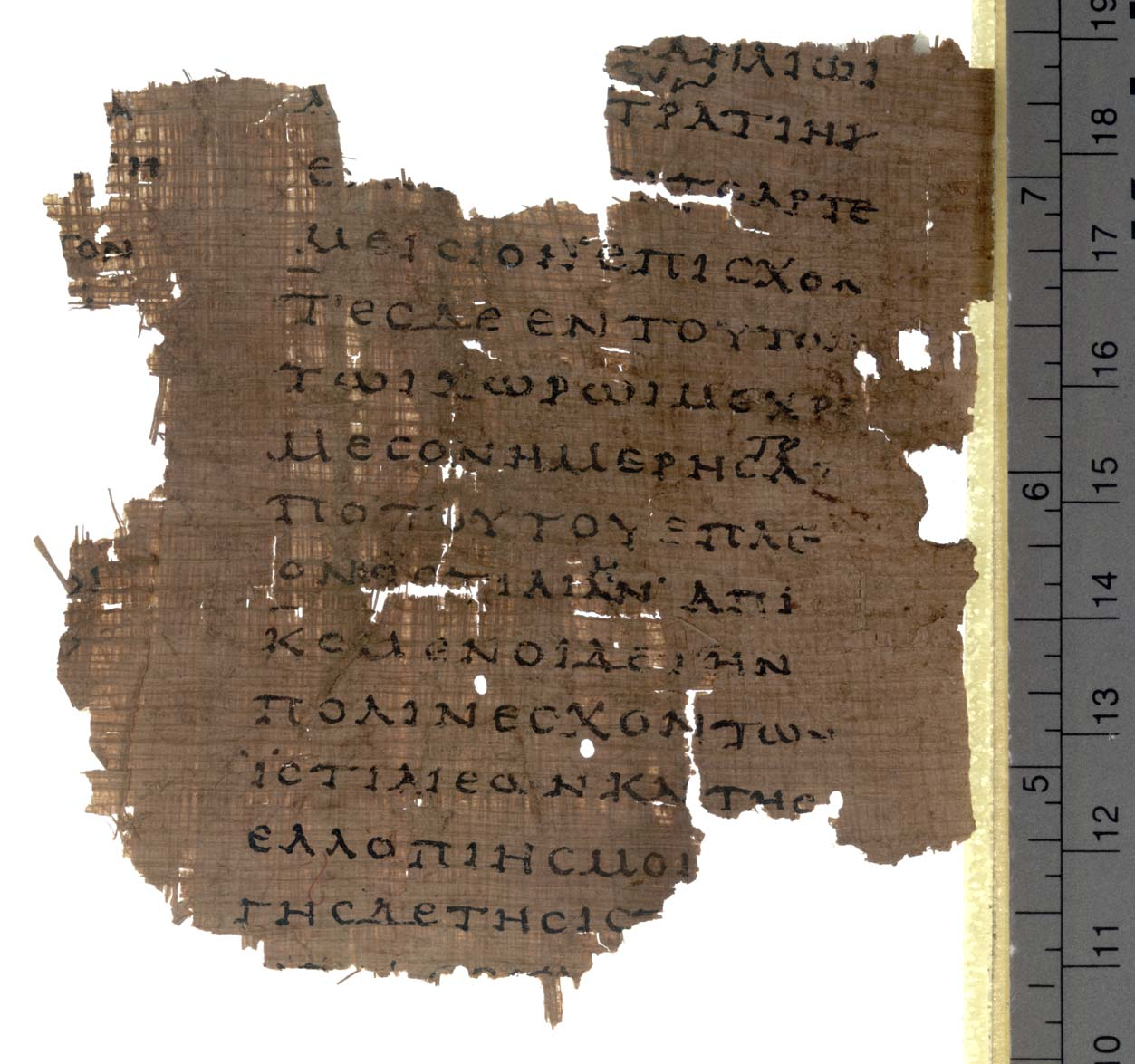
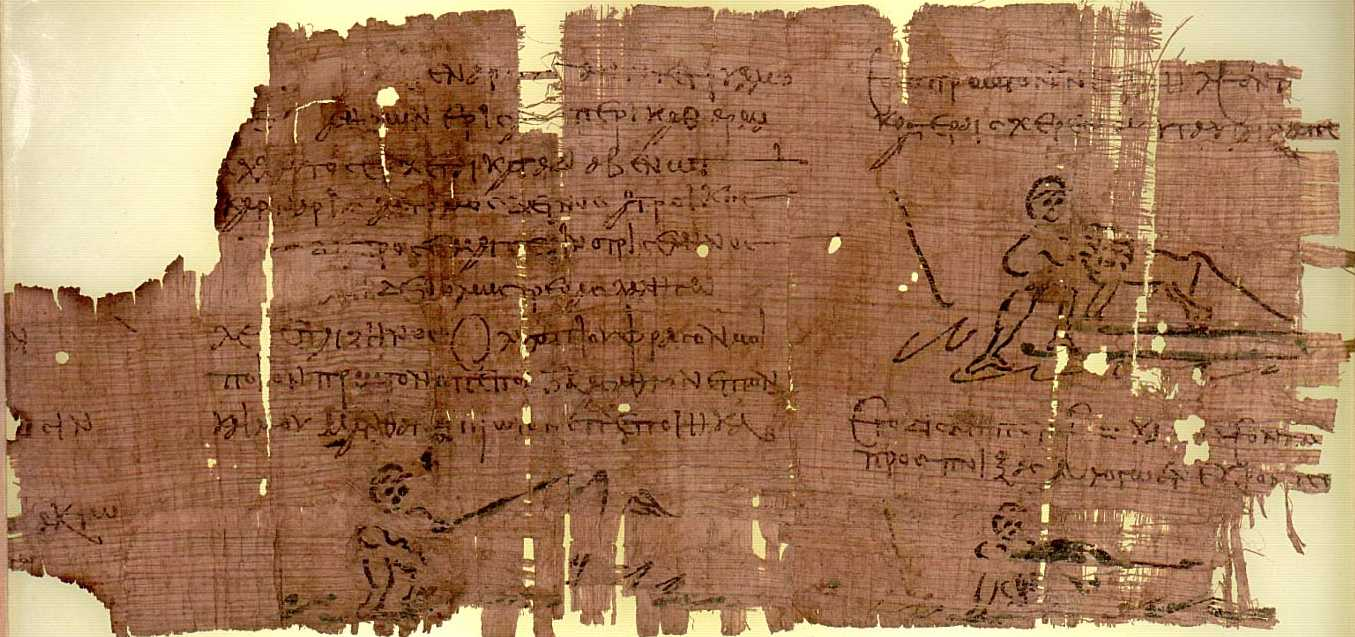
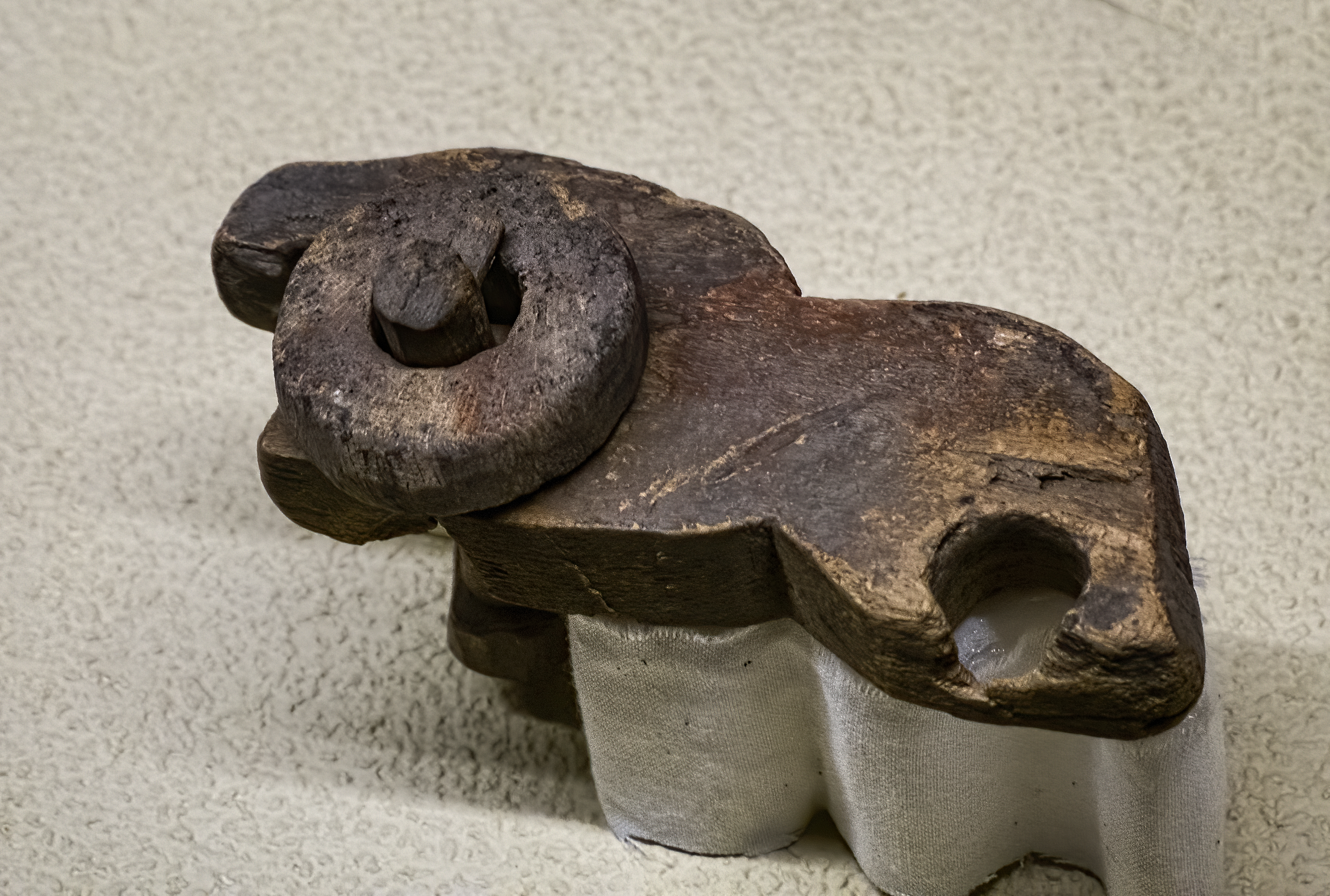
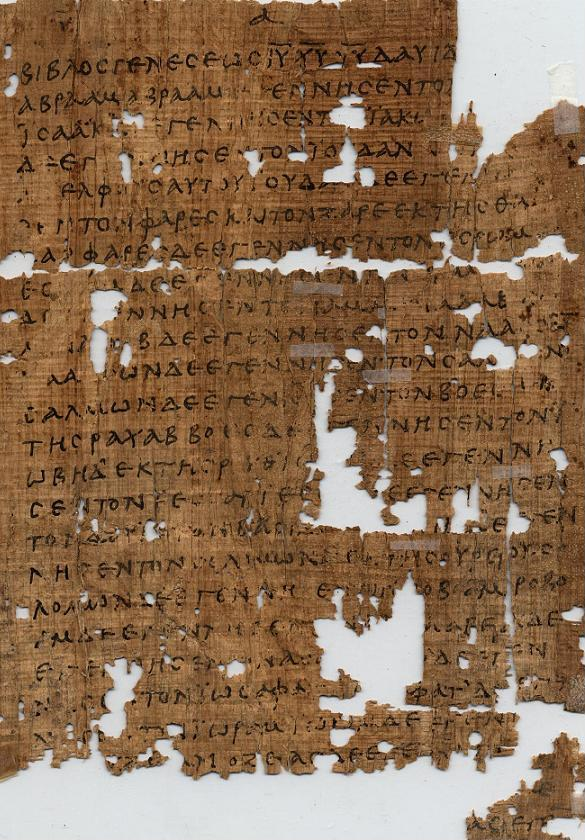
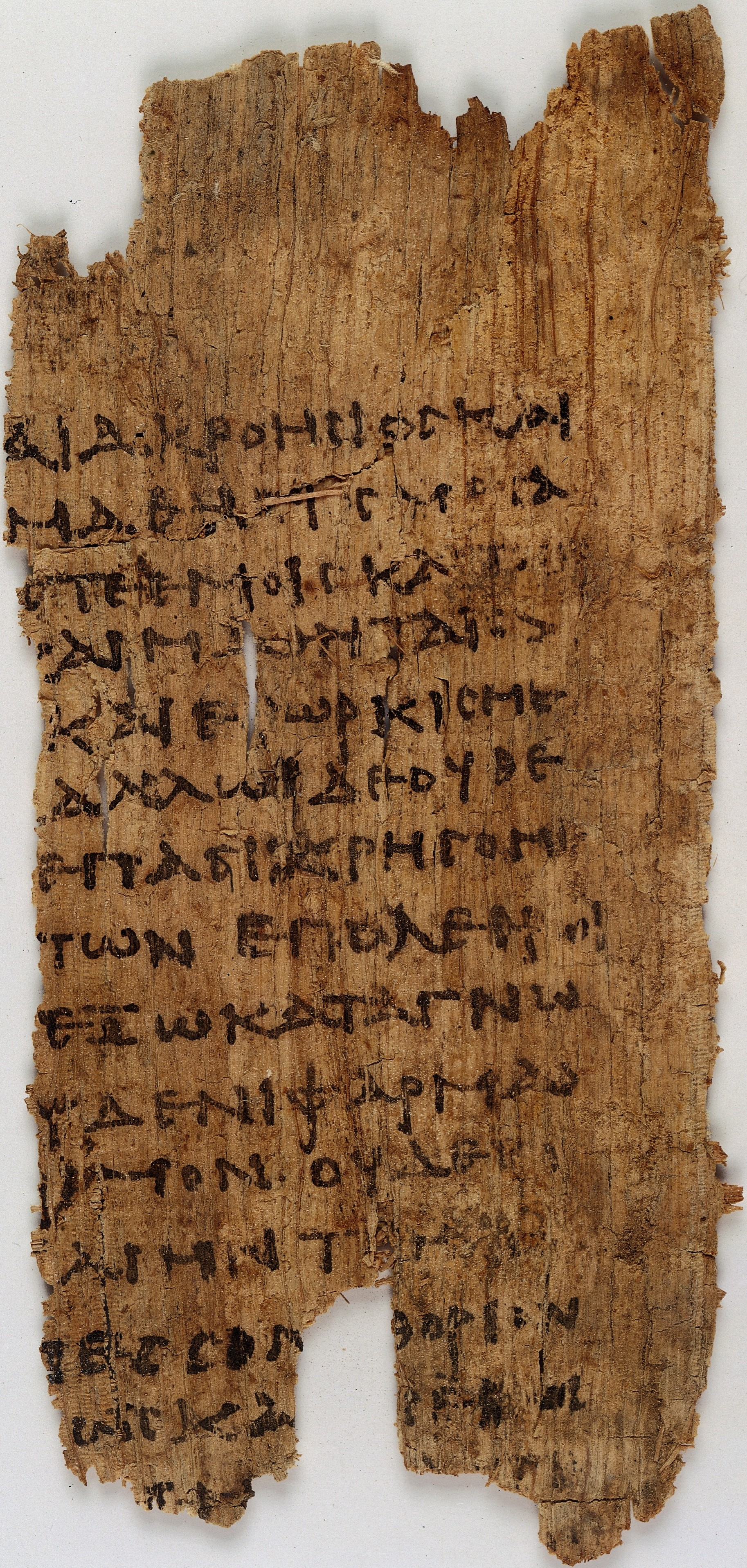
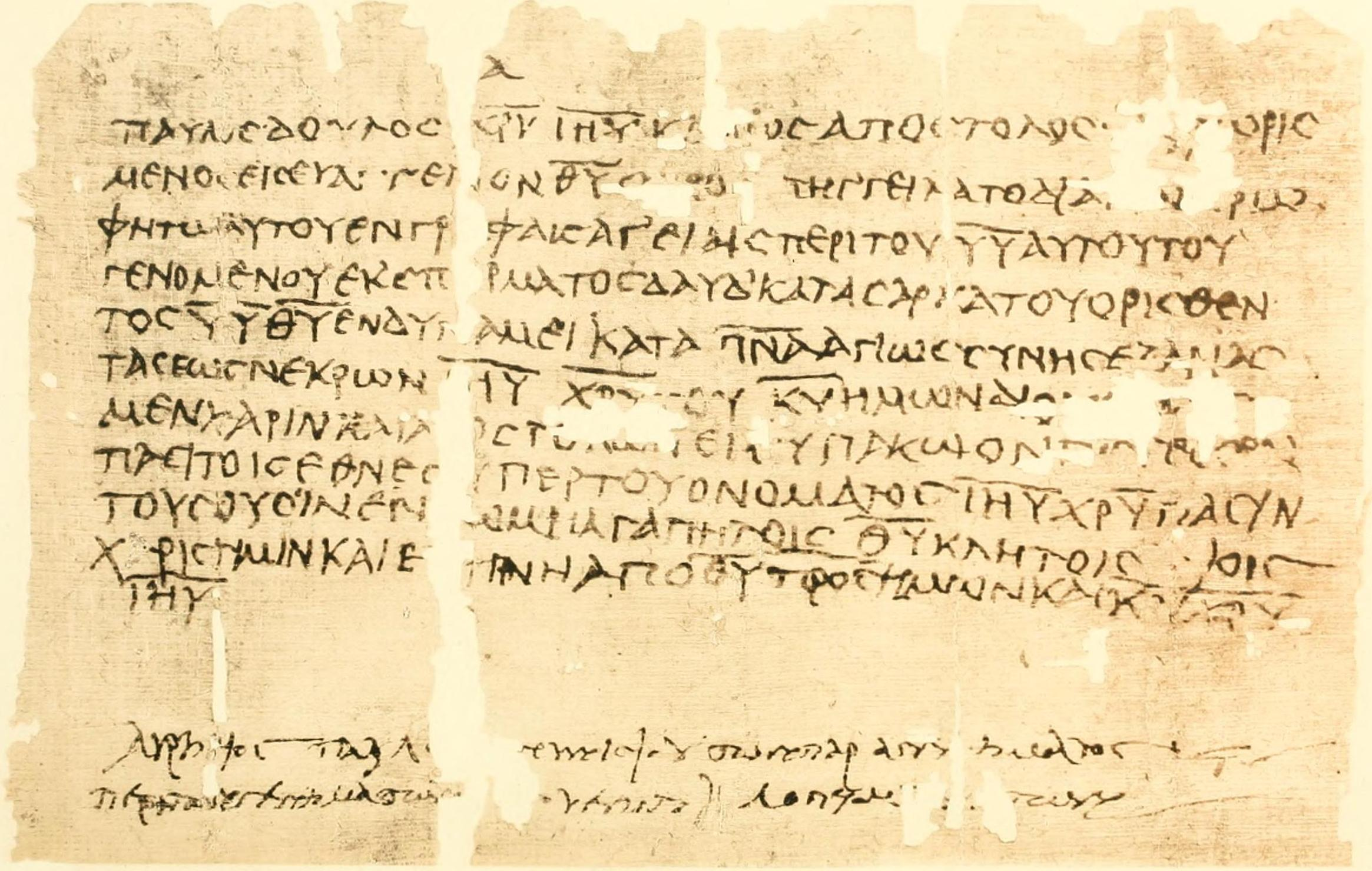
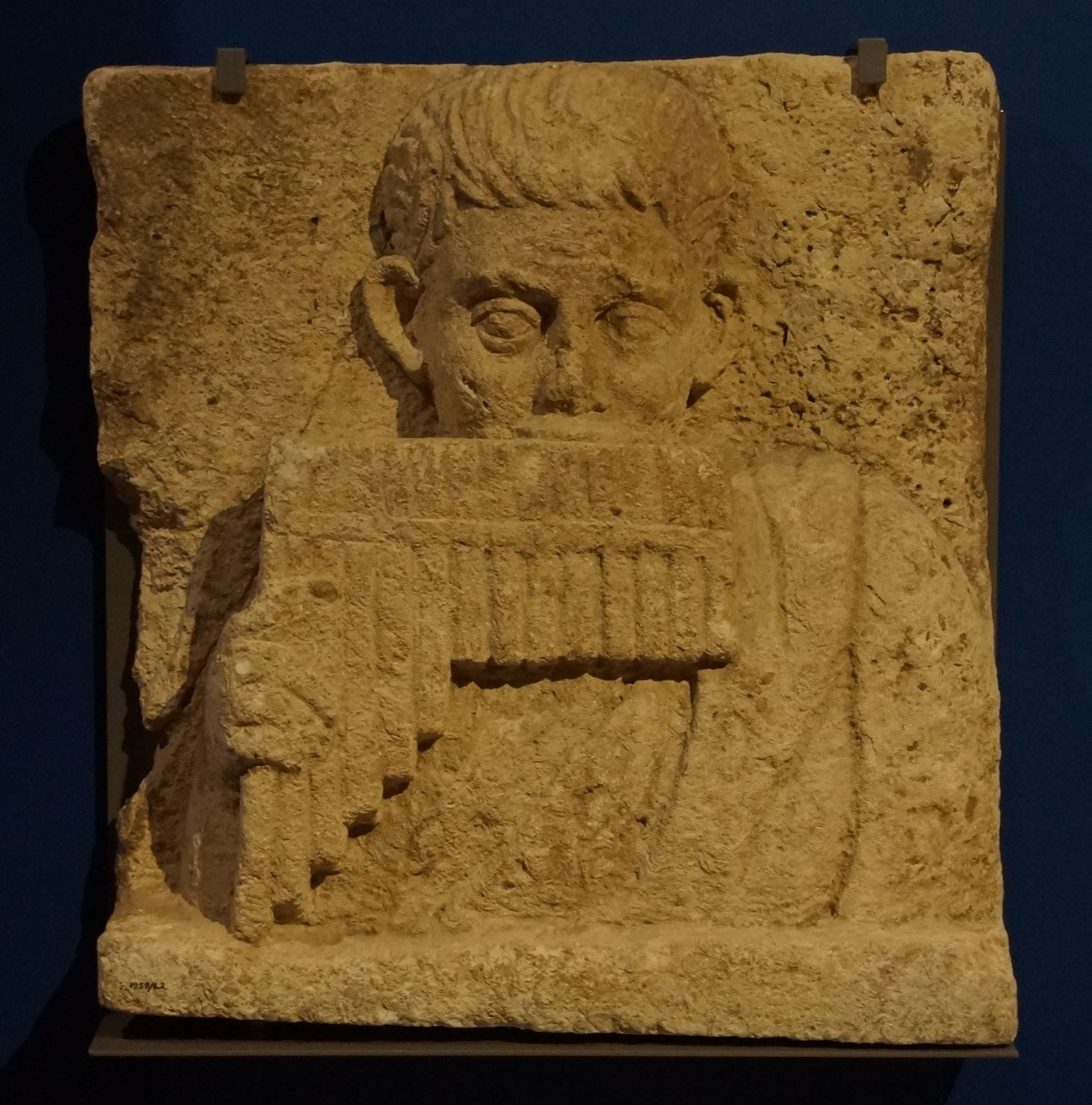
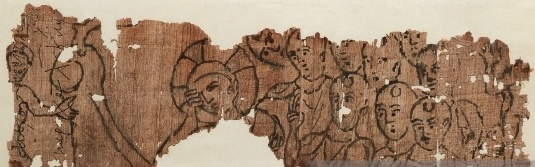
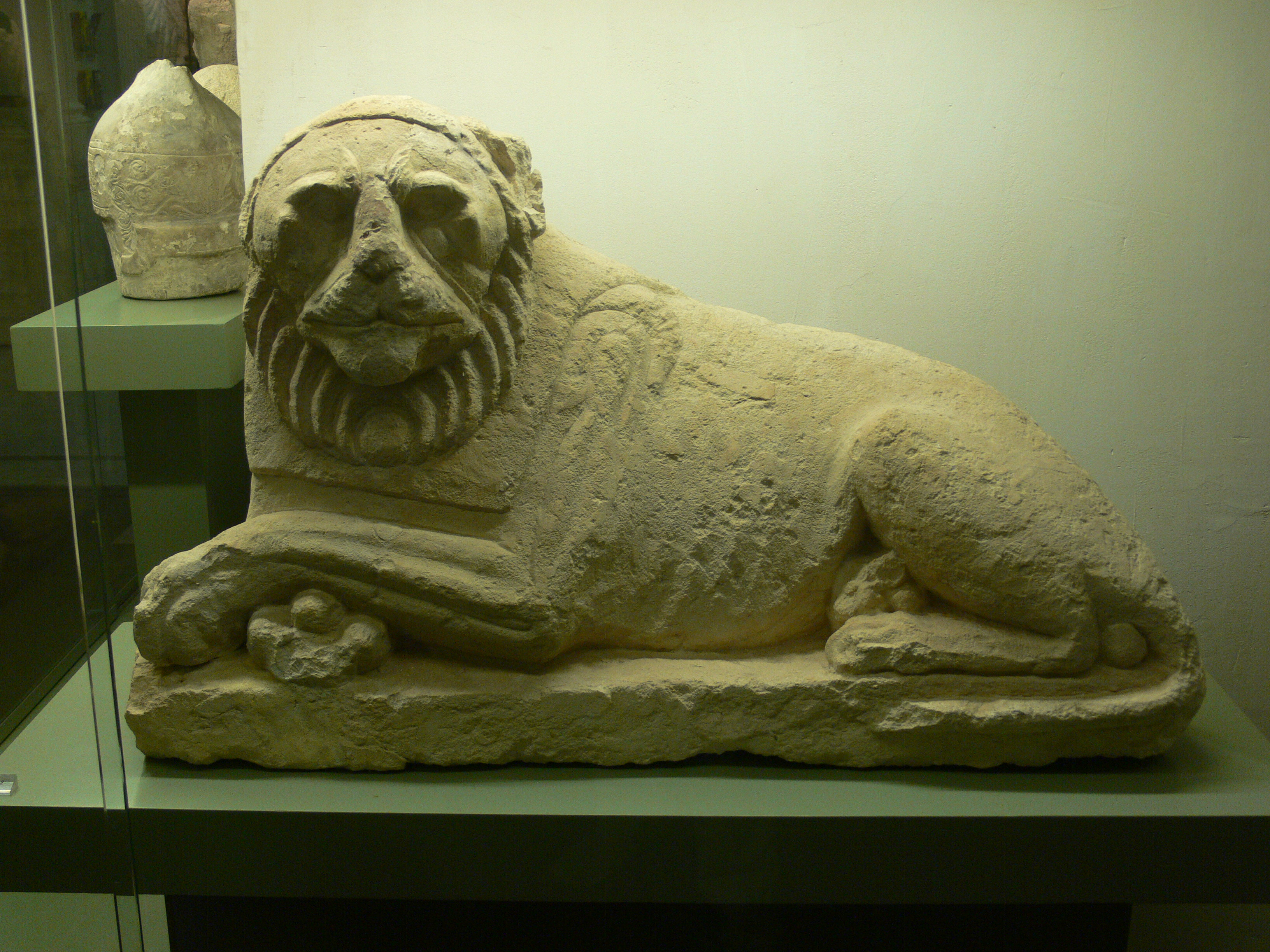
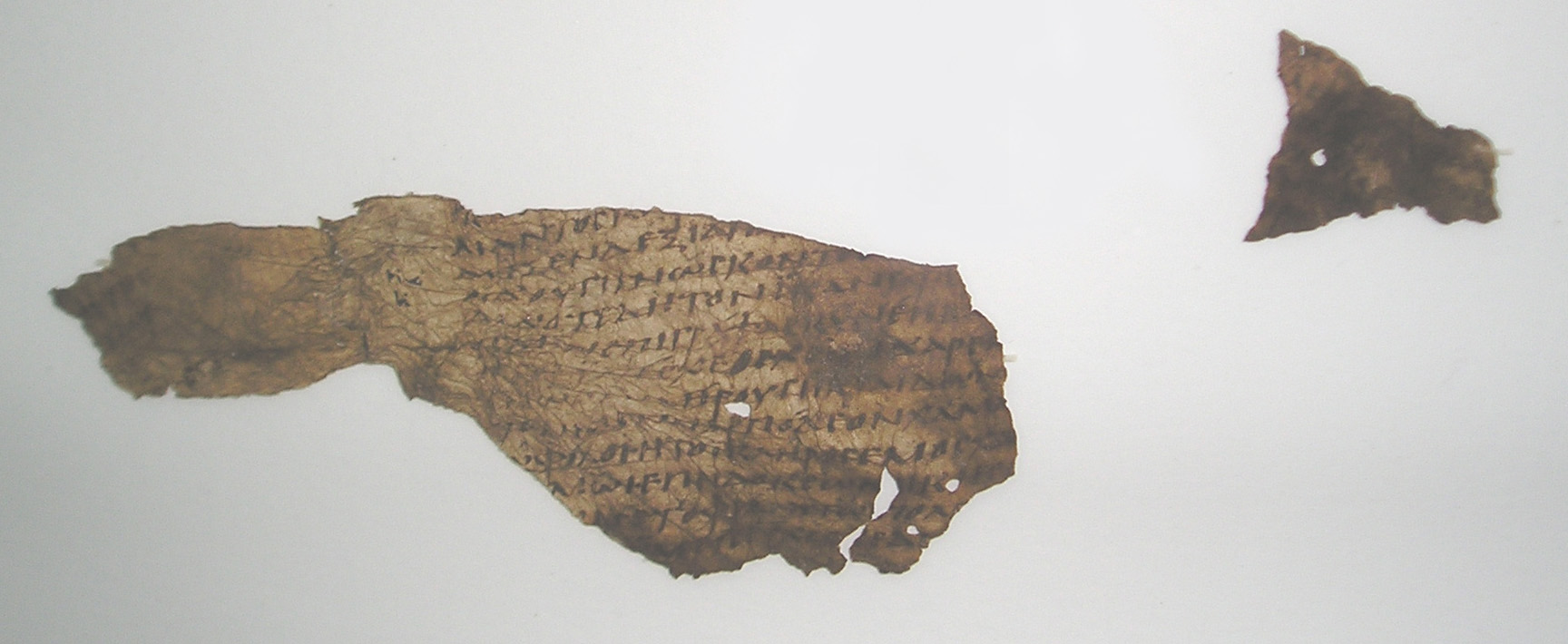
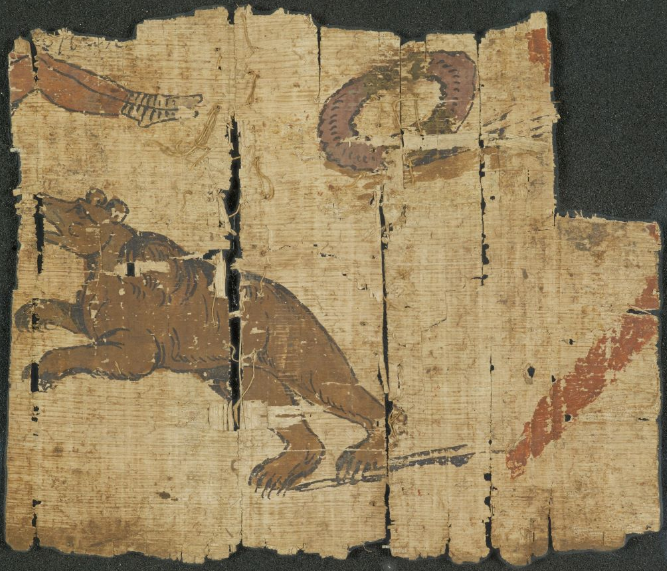